# 克丽丝廷·桑贝格
克丽丝廷·桑贝格（挪威語：Kristin Sandberg，1972年3月23日—），挪威女子足球运动员。她曾代表挪威国家队参加瑞典举办得1995年国际足联女子世界杯，结果队伍获得冠军。